# Île de Goa
Pour les articles homonymes, voir Goa (homonymie).
L’île de Goa, dans l'État indien de Goa, est une île située sur la côte occidentale de l’Inde, dans la mer d’Oman, à l’embouchure de la Mandovi à côté de sa confluence avec le Zouari. Avec les îles voisines de Divar et de Chorão, elle forme le taluka de Tiswadi.  Elle a 40 kilomètres de tour.
La capitale de l'État, Panaji, se trouve sur l'île de Goa.

## Source
« Île de Goa », dans Pierre Larousse, Grand dictionnaire universel du XIXe siècle, Paris, Administration du grand dictionnaire universel, 15 vol., 1863-1890 [détail des éditions].